# Куробе Теруакі
Куробе Теруакі (яп. 黒部 光昭, нар. 6 березня 1978, Токусіма —) — японський футболіст, що грав на позиції нападника.

## Клубна кар'єра
Грав за команду Кіото Перпл Санга, Сересо Осака, Урава Ред Даймондс, ДЖЕФ Юнайтед Ітіхара Тіба, Авіспа Фукуока, Каталле Тояма, TTM Customs.

## Виступи за збірну
Дебютував 2003 року в офіційних матчах у складі національної збірної Японії. У формі головної команди країни зіграв 4 матчі.

## Статистика
Статистика виступів у національній збірній.
| Збірна Японії | Збірна Японії | Збірна Японії |
| Роки          | Ігри          | голи          |
| ------------- | ------------- | ------------- |
| 2003          | 3             | 0             |
| 2004          | 1             | 0             |
| Усього        | 4             | 0             |

## Титули і досягнення
- Володар Кубка Імператора (2):

«Кіото Санґа»: 2002
«Урава Ред Даймондс»: 2006
- Чемпіон Японії (1):

«Урава Ред Даймондс»:  2006